# 2MASS J06244595-4521548
2MASS J06244595-4521548 ist ein L-Zwerg im Sternbild Puppis. Er wurde 2008 von I. Neill Reid et al. entdeckt. Er gehört der Spektralklasse L5 an. Seine Position verschiebt sich aufgrund seiner Eigenbewegung jährlich um 0,28 Bogensekunden.